# چکچک حبشی
چکچک حبشی (نام علمی: Oenanthe lugubris) نام یک گونه از سرده چکچک است.